# Elijah Stewart
Elijah Stewart (DeRidder, Luisiana, 14 de noviembre de 1995) es un baloncestista estadounidense que pertenece a la plantilla del Scafati Basket de la Lega Basket Serie A italiana. Con 1,96 metros de estatura, juega en la posición de alero.

## Trayectoria deportiva

### Universidad
Jugó cuatro temporadas con los Trojans de la Universidad del Sur de California, en las que promedió 10,2 puntos, 3,3 rebotes y 1,1 asistencias por partido.

### Profesional
Tras no ser elegido en el Draft de la NBA de 2018, disputó las Ligas de Verano de la NBA con los Indiana Pacers, jugando dos partidos en los que promedió 3,5 puntos y 1,5 rebotes. Disputó posteriormente la pretemporada con los Pacers, pero fue finalmente cortado antes del comienzo de la temporada. Posteriormente fue reclamado por el equipo filial de la G League, los Fort Wayne Mad Ants.
El 6 de agosto de 2021, firma por el U-BT Cluj-Napoca de la Liga Națională rumana.
El 19 de julio de 2022 firmó con el Napoli Basket de la Lega Basket Serie A italiana.
El 30 de julio de 2023 firmó con el Hapoel Eilat B.C. de la Ligat ha'Al israelí.
El 19 de junio de 2024 fichó por el Scafati Basket de la Lega Basket Serie A italiana.